# Хана Јовчић
Хана Јовчић (Београд, 13. август 1975) српска је филмска, телевизијска и позоришна глумица и виолинисткиња. Дипломирала је Бетовеновим виолинским концертом 1994. и награђена наградом Најбољег дипломца. Завршила је гимназију и нижу и средњу музичку школу Мокрањац у Београду. Њен отац Звонимир је помоћни редитељ, а мајка Соња Јауковић је глумица.
Као виолиниста наступала у Шиду и Београду (Коларчев универзитет – такмичење Орфеј, Етнографски музеј, Културни центар). Течно говори енглески и руски, а служи се и француским.

## Глума
Јовчић је 1994. године уписала Факултет драмских уметности у Београду, одсек глума, у класи професора Владимира Јевтовића. На лични захтев трећу и четврту годину завршила и дипломирала у класи професора Предрага Бајчетића. Глумачки наступа од 1996. године, а члан Народног позоришта постаје маја 2001. године. Златни прстен за најбољу младу глумицу добила је на Фестивалу Љубиша Јовановић у Шапцу.
Написала је и режирала представу Лечење душе in vivo коју је премијерно извела на у августу 2021.

### Улоге
Позориште
- Народно позориште: Покондирена тиква, Егон Савин (Евица); рад на представи Албум, Б. Драшковић; Полароиди, Ривенхол (главна улога); Ифигенијина смрт у Аулиди (вођа хора); Судија, Тања Мандић (Лена Ланер)
- Позориште на Теразијама: мјузикл Чикаго, Кокон Младеновић (мама Мортон)
- Атеље 212: Проклети Ковалски, Н. Ромчевић и Стефан Саблић (Маја); Брод плови за Београд
- Звездара театар: Нек иде живот, Срђан Карановић (Зора Радека); Брзина таме, Стив Тешић (Мери)
- Југословенско драмско позориште: Андромаха, Расин (главна улога)
- Дадов: У ствари, Ања Суша - прва професионална улога у театру и представи
- Театар Т: Лукреција илити Ждеро (Лукреција)
- Факултет драмских уметности: Лутка с кревета; Млетачки трговац (Порција)

## Филмографија
| Год.         | Назив                   | Улога                 |
| ------------ | ----------------------- | --------------------- |
| 1990-те      |                         |                       |
| 1996 - 1997. | Горе доле               | млађа кућна помоћница |
| 1998.        | Буре Барута             |                       |
| 1999.        | Десанка (ТВ серија)     |                       |
| 2000-те      |                         |                       |
| 2000.        | Дорћол-Менхетн          | Сали                  |
| 2001.        | Сусрет                  |                       |
| 2002 - 2003. | Лисице (ТВ серија)      | Мима                  |
| 2006.        | Где цвета лимун жут     | Каплар Флора Сандес   |
| 2008.        | Рањени орао (ТВ серија) | тетка Вида            |
| 2009.        | Рањени орао             | тетка Вида            |